# Post Tower

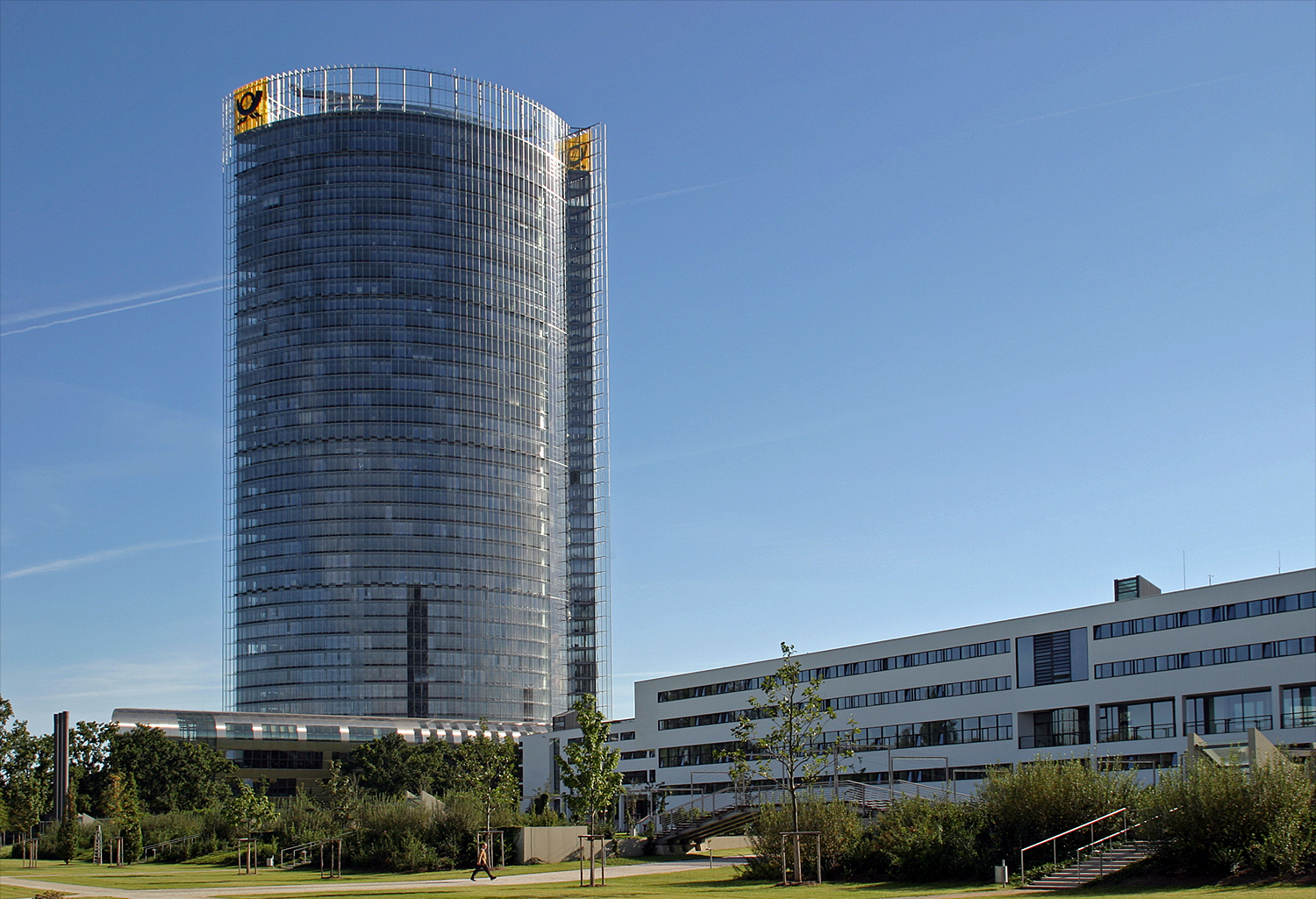
Post Tower durante o dia.

Post Tower (Torre do Correio) é um edifício de escritórios sede da empresa Deutsche Post com 41 andares localizado em Bonn, na Alemanha e tem 162,5 metros. Foi projetado pelo arquiteto alemão-americano Helmut Jahn e ganhou em 2002 a prata no prêmio Skyscraper Emporis. É o nono arranha-céu mais alto da Alemanha e o mais alto da Alemanha fora de Frankfurt.

## Edifício
O edifício está localizado no rio Reno, no centro da área do antigo parlamento de Bonn perto da Deutsche Welle. Foram utilizados 16.000 toneladas de aço na estrutura do edifício. As dimensões da construção são: altura: 162,5 m, largura: 41,0 m, comprimento: 81,1 m, peso: 300.000 toneladas. O prédio tem o piso térreo, 40 andares e 5 níveis subterrâneos. A torre tem uma superfície de 7.000 m².